# Domingos Andrade
Domingos Paulo Andrade (Luanda, 7 maggio 2003) è un calciatore angolano, difensore del Porto B e della nazionale angolana.

## Carriera

### Club
Ha giocato nella prima divisione angolana.

### Nazionale
Ha giocato nella nazionale angolana Under-17.
Il 15 novembre 2021 debutta con la nazionale angolana in occasione dell'incontro valido per le qualificazioni al campionato mondiale di calcio 2022 contro la Libia.

## Statistiche

### Cronologia presenze e reti in nazionale
| Cronologia completa delle presenze e delle reti in nazionale ― Angola | Cronologia completa delle presenze e delle reti in nazionale ― Angola | Cronologia completa delle presenze e delle reti in nazionale ― Angola | Cronologia completa delle presenze e delle reti in nazionale ― Angola | Cronologia completa delle presenze e delle reti in nazionale ― Angola | Cronologia completa delle presenze e delle reti in nazionale ― Angola | Cronologia completa delle presenze e delle reti in nazionale ― Angola | Cronologia completa delle presenze e delle reti in nazionale ― Angola |
| Data                                                                  | Città                                                                 | In casa                                                               | Risultato                                                             | Ospiti                                                                | Competizione                                                          | Reti                                                                  | Note                                                                  |
| --------------------------------------------------------------------- | --------------------------------------------------------------------- | --------------------------------------------------------------------- | --------------------------------------------------------------------- | --------------------------------------------------------------------- | --------------------------------------------------------------------- | --------------------------------------------------------------------- | --------------------------------------------------------------------- |
| 16-11-2021                                                            | Bengasi                                                               | Libia                                                                 | 1 – 1                                                                 | Angola                                                                | Qual. Mondiali 2022                                                   | -                                                                     | 90+2’                                                                 |
| 13-10-2023                                                            | Faro                                                                  | Angola                                                                | 1 – 1                                                                 | Mozambico                                                             | Amichevole                                                            | -                                                                     | 83’                                                                   |
| 25-3-2024                                                             | Marrakech                                                             | Comore                                                                | 0 – 0                                                                 | Angola                                                                | Amichevole                                                            | -                                                                     | 80’                                                                   |
| 28-6-2024                                                             | Port Elizabeth                                                        | Angola                                                                | 0 – 0                                                                 | Namibia                                                               | Coppa COSAFA 2024 – 1º turno                                          | -                                                                     | 88’                                                                   |
| 1-7-2024                                                              | Port Elizabeth                                                        | Angola                                                                | 3 – 2                                                                 | Seychelles                                                            | Coppa COSAFA 2024 – 1º turno                                          | -                                                                     | 90+1’                                                                 |
| 3-7-2024                                                              | Port Elizabeth                                                        | Lesotho                                                               | 1 – 3                                                                 | Angola                                                                | Coppa COSAFA 2024 – 1º turno                                          | -                                                                     | 67’                                                                   |
| 5-7-2024                                                              | Port Elizabeth                                                        | Comore                                                                | 1 – 2                                                                 | Angola                                                                | Coppa COSAFA 2024 – Semifinale                                        | -                                                                     |                                                                       |
| 7-7-2024                                                              | Port Elizabeth                                                        | Angola                                                                | 5 – 0                                                                 | Namibia                                                               | Coppa COSAFA 2024 – Finale                                            | -                                                                     |                                                                       |
| 18-11-2024                                                            | Bengasi                                                               | Sudan                                                                 | 0 – 0                                                                 | Angola                                                                | Qual. Coppa d'Africa 2025                                             | -                                                                     | 90’                                                                   |
| Totale                                                                |                                                                       | Presenze                                                              | 9                                                                     |                                                                       | Reti                                                                  | 0                                                                     |                                                                       |